# 卡爾瓦里亞 (市鎮)
卡爾瓦里亞是立陶宛馬里揚泊列縣内的市镇，行政中心为卡爾瓦里亞市。市镇面積为441平方公里，2020年人口数量为10,190人。